# Melecta alexanderi
Melecta alexanderi är en biart som beskrevs av Griswold och Parker 1999. Melecta alexanderi ingår i släktet sorgbin, och familjen långtungebin. Inga underarter finns listade i Catalogue of Life.